# Leopold von Gerlach
Ludwig Friedrich Leopold von Gerlach (Berlino, 17 settembre 1790 – Potsdam, 10 gennaio 1861) è stato un generale prussiano.
Fu aiutante di battaglia di Federico Guglielmo IV di Prussia (1849) e politico conservatore seguace e di Otto von Bismarck (dal quale però dissentiva per quanto riguarda la real politik e i rapporti  che bisognasse avere con la Francia). Con il fratello Ernst Ludwig von Gerlach fondò il Circolo Cristiano-germanico per propagare le idee dello svizzero Karl Ludwig von Haller.